# Jean-Eric Ghia
 (septembre 2021).
Il peut être nécessaire de l'améliorer pour respecter le principe de neutralité de point de vue. 

Pour les articles homonymes, voir Ghia.
Jean-Eric Ghia (né le 20 mai 1976) est un universitaire, communicateur scientifique et ancien consul honoraire de France au Manitoba.
Il est professeur agrégé permanent au département d'immunologie et de médecine interne (section de gastro-entérologie) à l'Université du Manitoba et directeur de recherche en biologie gastro-intestinale basique au Centre de recherche IBD. Il est aussi chroniqueur scientifique  à Radio-Canada depuis 2015,.

## Biographie
Il nait dans le département de la Moselle en France, dans une famille d'enseignants et de médecins. Il parle notamment allemand, français et anglais. Il a son premier microscope à 8 ans. Il effectue une licence en biologie et physiologie, une maîtrise en biologie cellulaire et physiologie, puis un doctorat en neurosciences à l'Université de Strasbourg en France. Il arrive au Canada en 2004 pour effectuer des études postdoctorales à l'Université McMaster,, avec une bourse postdoctorale de l’Association canadienne de gastroentérologie, les Instituts de recherche en santé du Canada et AstraZeneca. Il déménage au Manitoba en 2010 pour occuper un poste de chercheur adjoint en sciences fondamentales à l'Université du Manitoba,. En 2012, avec le soutien du Professeur Poisbeau il obtient son habilitation à diriger des recherches. Il obtient sa permanence et est promu au grade de professeur agrégé en juillet 2016. En 2018, il devient consul honoraire de France à Winnipeg pour un mandat de cinq ans, tout en maintenant ses autres fonctions. Depuis le 27 juin 2023, il n'est plus consul honoraire de France au Manitoba. Il possède la double nationalité franco-canadienne.
Ses recherches portent sur les maladies inflammatoires, en particulier la rectolite hémorragique et la maladie de Crohn. Son laboratoire a reçu des subventions des Instituts de recherche en santé du Canada, du Conseil de recherche en sciences naturelles et génie du Canada, de Recherche Manitoba, de la Fondation canadienne pour l’innovation et de Crohn et Colite Canada.
De septembre 2015 à juin 2021, il présente la chronique des "Éprouvettes et des hommes" qui place en avant les dernières innovations en science réalisées dans la province du Manitoba. 115 épisodes ont été présentés dans l'émission du matin "Le 6 à 9" sur Radio-Canada ICI Manitoba,.
En avril 2021, il intègre en tant que chroniqueur scientifique l'émission "Culture et confiture" ou il présente la chronique scientifique "Bol de Science".
Depuis septembre 2021, il présente une nouvelle chronique de vulgarisation scientifique intitulée "Culture Sc:ences" toujours dans l'émission du matin "Le 6 à 9" sur Radio-Canada ICI Manitoba.
En septembre 2016, il fait partie des premiers récipiendaire du certificat d'enseignement et d'apprentissage mis en palace par la Faculté d'éducation de l'université du Manitoba
En 2017, en qualité de présentateur et collaborateur réalisateur, il a participé à la série de six épisodes Qu’est-ce qu’on cherche? à la télévision de Radio-Canada.
Pour la période 2019-2022, il fait partie du comité de sélection des subventions PromoScience et des Prix du Conseil de Recherche en Sciences Naturelles et en Génie du Canada pour la promotion des sciences.
En mai 2020, avec le journal franco-manitobain La Liberté, en tant que directeur scientifique et rédacteur, il a participé à l’élaboration du premier numéro bilingue du magazine ScienceMagJunior expliquant la Covid-19 en bandes dessinées aux enfants, «À l’attaque des Coronas», qui est désormais distribué dans plusieurs pays. En novembre 2020, en tenant les mêmes fonctions il participe à l'élaboration du deuxième numéro bilingue du magazine «Tous ensemble contre le Coronas !» et en juin 2021 au troisième numéro «Contre les Coronas, on joue en équipe».

## Prix et distinctions
- 2015 : Lauréat du prix Jeune chercheur de recherche médicale Ken Hughes, de l'université du Manitoba[17].
- 2017 : Lauréat du prix de sensibilisation du public, de l'université du Manitoba[18].
- 2019 : Lauréat du prix Jeune chercheur de l'Association canadienne de gastroentérologie[7], pour l'ensemble des travaux qui ont été faits depuis l'ouverture de son laboratoire à l'Université du Manitoba[19].
- 2020 : Lauréat du prix d'excellence en éducation de l'Association canadienne de gastroentérologie[20], pour l'ensemble des travaux qui ont été faits afin de rendre la science accessible aux patients et au public.
- 2021 : Lauréat du prix de sensibilisation du public, de l'université du Manitoba
- 2021 : Lauréat du prix de mérite pour service à la communauté, de l'université du Manitoba[21].
- 2023 : Chevalier de l'ordre des Palmes académiques[22].

## Publications
- Liste complète des 61 publications[23]
- JE Ghia, P. Blennerhassett, Y. Deng, E. Verdu, WI. Khan, SM. Collins, Re-activation of inflammatory bowel disease in a mouse model of depression in  Gastroenterology no 136 (7), juin 2009, p. 2280-2288
- JE. Ghia, N. Li, H. Wang, M. Collins, Y. Deng, RT. El-Sharkawy, F. Cote, J. Mallet, WI. Khan, Serotonin has a key role in pathogenesis of experimental colitis in Gastroenterology no 137 (5), novembre 2009, p. 1649-1660
- SZ. Hasnain, H. Wang, JE. Ghia, N. Haq, Y. Deng, RK. Grencis, A. Velcich, DJ. Thornton, WI. Khan, Mucin Gene Deficiency in Mice Impairs Host Resistance to Enteric Parasitic Infection in Gastroenterology no 135 (5), mai 2010, p. 1763-1771